# Antoni Sroka

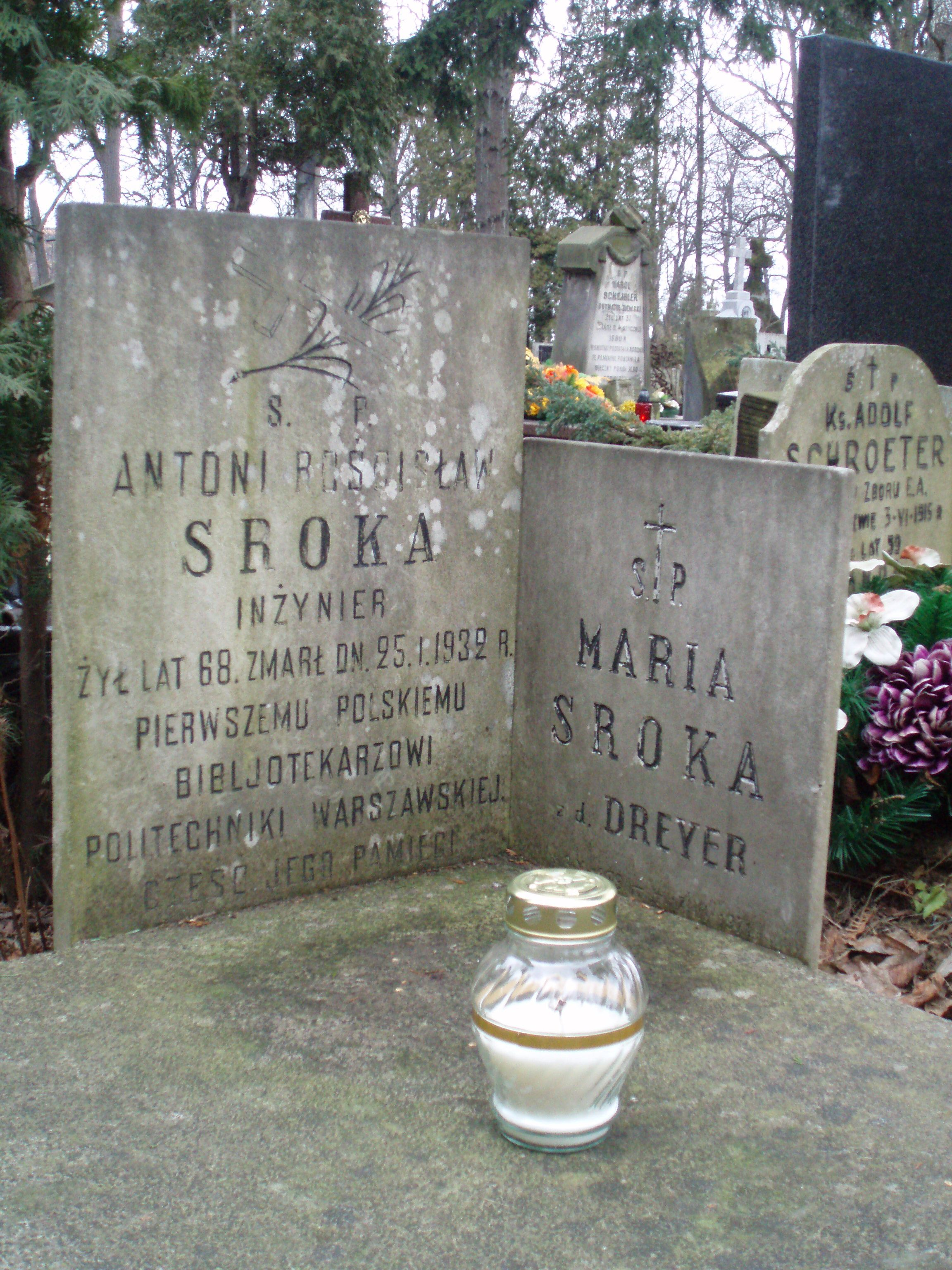
Grób Antoniego i Marii Sroków na Cmentarzu Ewangelicko-Augsburskim w Warszawie

Antoni Rościsław Sroka (ur. 17 stycznia 1864 w Wiskitkach, zm. 25 stycznia 1932 w Warszawie) – inżynier mechanik, bibliotekarz; syn Augusta i Katarzyny z Dattelbaumów, brat Henryka Dzierżysława i Wilhelma Wrócisława.

## Życiorys
Ukończył szkołę techniczną Kolei Warszawsko-Wiedeńskiej oraz Wydział Mechaniczny Politechniki w Karlsruhe uzyskując w 1898 r. tytuł inżyniera. Należał do Korporacji Akademickiej "ZAG Wisła". Pracował jako inżynier i dyrektor m.in. w Zakładach Starachowickich, Koniecpolskiej Fabryce Miedzi i Fabryce Celulozy we Włocławku (1906–1907).

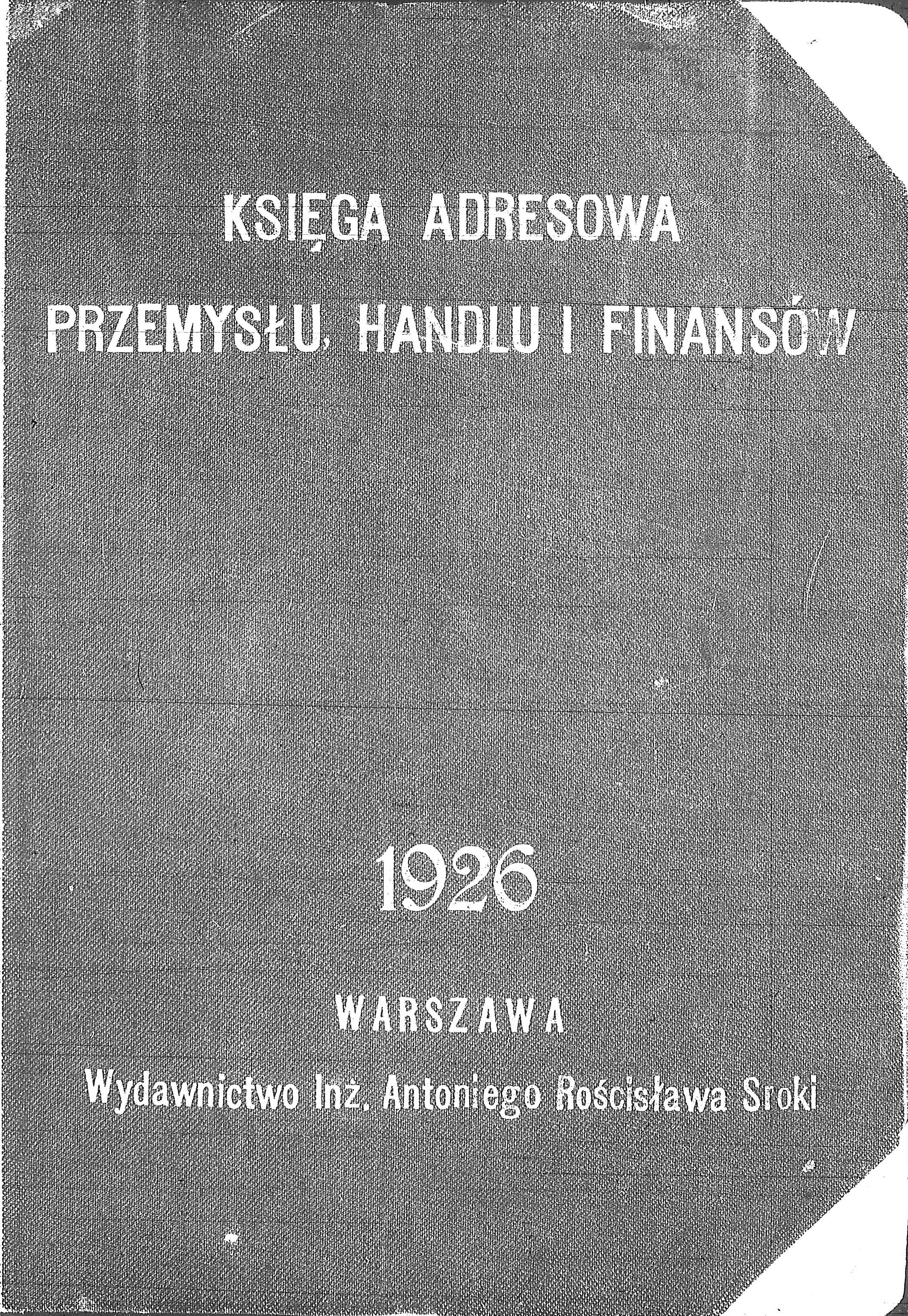
Okładka wydawnictwa inż. Antoniego Rościsława Sroki

Od 1908 r. redagował rocznik informacyjny Przemysł i Handel Królestwa Polskiego (po odzyskaniu przez Polskę niepodległości przemianowany na Księgę Adresową Przemysłu, Handlu i Finansów). W grudniu 1915 r. objął posadę bibliotekarza Politechniki Warszawskiej przyczyniając się do uporządkowania zdewastowanego podczas wojny księgozbioru, stworzył podstawy organizacyjne biblioteki. Był członkiem Stowarzyszenia Techników Polskich w Warszawie oraz członkiem zarządu Koła Warszawskiego Związku Bibliotekarzy Polskich.
Pochowany wraz z żoną na cmentarzu ewangelickim w Warszawie (aleja 17b, grób 1). Na płycie widnieje napis PIERWSZEMU POLSKIEMU BIBLIOTEKARZOWI POLITECHNIKI WARSZAWSKIEJ CZEŚĆ JEGO PAMIĘCI.

## Rodzina
Rodzeństwo: Włodzimiera Teodozja Różańska (1855-1937), Henryk Dzierżysław  Sroka (1858-1941), Maria Mieczysława Sroka (1860-1879), Wiktoria Drymmer (1861-1952), Wilhelm Wrócisław Sroka (1866-1939), Maksymilian Krzesław Sroka (ok. 1870-1917); Żona: Maria Dreyer (1879–1971), dzieci:  Jędrzej Sroka (ok. 1905–1981) i Barbara Kryszak (1910–1987); siostrzeniec Wiktor Tomir Drymmer (1896-1975). Teść Stefana Kryszaka.